# Baldeep Singh
Baldeep Singh (sinh ngày 17 tháng 8 năm 1982) là một cầu thủ bóng đá người Ấn Độ thi đấu cho Air India ở vị trí hậu vệ tại I-League. Anh thường được gọi là "Baldeep Singh Senior" để tránh nhầm lẫm với cựu cầu thủ JCT khác là Baldeep Singh "Junior".

## Sự nghiệp

### Air India
Singh có màn ra mắt cho Air India F.C. ngày 20 tháng 9 năm 2012 trong trận đấu tại Cúp Liên đoàn trước Mohammedan trên Sân vận động Kanchenjunga ở Siliguri, West Bengal mà anh đá chính; Air India thất bại 0–1.

## Thống kê sự nghiệp

### Câu lạc bộ
Số liệu chính xác tính đến ngày 12 tháng 5 năm 2013
| Câu lạc bộ          | Mùa giải            | Giải vô địch | Giải vô địch | Cúp Liên đoàn | Cúp Liên đoàn | Cúp Durand | Cúp Durand | AFC     | AFC       | Tổng    | Tổng      |
| Câu lạc bộ          | Mùa giải            | Số trận      | Bàn thắng    | Số trận       | Bàn thắng     | Số trận    | Bàn thắng  | Số trận | Bàn thắng | Số trận | Bàn thắng |
| ------------------- | ------------------- | ------------ | ------------ | ------------- | ------------- | ---------- | ---------- | ------- | --------- | ------- | --------- |
| Air India           | 2012–13             | 23           | 1            | 0             | 0             | 0          | 0          | -       | -         | 23      | 1         |
| Tổng cộng sự nghiệp | Tổng cộng sự nghiệp | 23           | 1            | 0             | 0             | 0          | 0          | 0       | 0         | 23      | 1         |